# イングランド・スウェーデン同盟 (1654年)
イングランド・スウェーデン同盟（イングランド・スウェーデンどうめい、英語: Anglo-Swedish alliance）は1654年4月28日、スウェーデンのウプサラで締結された、イングランド共和国とスウェーデンの間の同盟。イングランド代表ブルストロード・ホワイトロックは1653年12月にウプサラに到着した以降スウェーデンのクリスティーナ女王、アクセル・オクセンシェルナ、ついでその息子エリク・アクセルソン・オクセンシェルナと交渉したが、スウェーデンは第二次英蘭戦争の講和交渉がまとまってから同盟に同意した。同盟は主にデンマーク＝ノルウェーとネーデルラント連邦共和国の同盟への対抗であった。